# Stephan Louwes
Stephan Louwes (Leuven, 28 juli 1993) is een Belgisch illustrator en striptekenaar. Hij is de auteur van de graphic novel-trilogie ‘LIMBO’ en de tekenaar voor de cyberpunk-stripreeks Moon, op scenario van jeugdauteur Johan Vandevelde.

## Levensloop
Stephan Louwes werd geboren in Leuven uit een Nederlandse vader en een Surinaamse moeder. Na het afronden van zijn middelbare school aan de Wijnpers in Leuven, studeerde hij Beeldverhaal & Illustratie aan LUCA School of Arts in Brussel. Hier kreeg hij les van o.a. Ilah en Judith Vanistendael. Sinds 2014 hanteert hij de artiestennaam ‘Slartz’.
In 2018 behaalde Louwes zijn Master Graphic Storytelling met zijn masterproef ‘Lux In Tenebris’, een graphic novel met paginagrote illustraties zonder tekst. In januari 2019 debuteerde hij met de herwerkte versie, ‘LIMBO: Lux In Tenebris’, bij Uitgeverij Oogachtend.
In 2020 maakte Stephan, samen met 75 Nederlandse & Vlaamse striptekenaars, een tekening voor 'Striphelden versus Corona' (Oogachtend/Uitgeverij L, 2020), een boek met illustraties met als doel stripwinkels te ondersteunen, die tijdens de coronapandemie de deuren moesten sluiten. Verder leverde hij ook bijdragen aan Stripkookboek II (Uitgeverij Personalia) en aan Nieuwe Garde (Stichting 9e Kunst). Louwes heeft ook gepubliceerd op het online magazine Pulp deLuxe. 
In 2020 was hij, samen met enkele mede-alumni van LUCA School of Arts, een van de eerste residenten in de Knalgele Kubus, een incubator in het Marc Sleen Museum in de Zandstraat te Brussel. Stephan werkte daar aan het vervolg van LIMBO.
In 2023 werd het eerste album van de cyberpunk-stripreeks ‘Moon’ gepubliceerd bij de Nederlandse uitgeverij Menlu. Louwes tekent dit op scenario van scenarist en jeugdauteur Johan Vandevelde. Het eerste deel, ‘Kogel voor een Kruisridder’, werd in het Frans vertaald en gepubliceerd door Editions Anspach.
Zijn voornaamste invloeden zijn Grzegorz Rosinski, Frank Frazetta, Moebius, Masashi Kishimoto en Régis Loisel.

### Limbo
- 2019 - Lux in Tenebris (Oogachtend)
- 2021 - Vox aquarum (Oogachtend)
- 2023 - Legatum (Oogachtend)

### Moon
- 2023 - Kogel voor een kruisridder (Menlu)

Scenario: Johan Vandevelde
- 2024 - De stervende stad (Menlu)

Scenario: Johan Vandevelde

### Andere uitgaven
- 2020 - Striphelden versus corona (Oogachtend)